# یوسف عروضی
یوسف عروضی شاعر و ادیب قرن چهارم و اوایل قرن پنجم ایران است. از تاریخ و محل تولد و وفات او، و همچنین از زندگی و آثارش، اطلاعی در دست نیست، با اندک اطلاعاتی که از کتب بلاغی به دست آمده است، می‌دانیم که در علم عروض متبحر و از پیشگامان عروض فارسی بوده و احتمالاً کتابی نیز در این باب نوشته است. از سروده‌های او ابیاتی معدود و پراکنده موجود است که بیشتر آنها از شواهد شعری لغت فرس به دست آمده است. با این همه، قزوینی معتقد است که چون لغت فرس الحاقیاتی دارد که پس از وفات مؤلف آن افزوده شده است، نمی‌توان اطمینان یافت که یوسف عروضی هم روزگار اسدی طوسی بوده یا پیش از او می‌زیسته است؛ اما از آنجا که دو بیت از سروده‌هایش را ابوالفتوح رازی در روض الجنان و روح الجنان فی تفسیر القرآن نقل کرده است، ظاهراً قبل از حدود ۵۰۰ ق می‌زیسته است. مؤلف ترجمان البلاغه تصریح کرده است که هر آنچه پیش از آن کتاب دربارهٔ بلاغت و صناعات ادبی و عروض و قافیه نوشته‌اند به زبان عربی بوده است «مگر عروضی کی ابو یوسف و ابوالعلای شوشتری به پارسی کرده‌اند. صفا احتمال داده است که این «ابو یوسف» همان یوسف عروضی باشد و چه بسا «نعت عروضی (با یاء نسبت) … به سبب وجود کلمه عروضی (با یاء وحدت) پیش از آن به دست ناسخ کتاب حذف شده است و مؤلف کتاب یا ناسخ هم یوسف را به ابویوسف بدل کرده است»
عجیب است که مؤلف المعجم فی معاییر اشعار العجم نام یوسف عروضی را تنها به مناسبت استشهاد به دو بیت او، برای «مبالغت در هجو»، نقل کرده و در مباحث عروض و قافیه از او یاد نکرده است؛ همان دو بیت نیز، دست کم یک قرن پیش از تألیف المعجم، در ترجمان البلاغه، با ضبطی درست‌تر، به نام منجیک ترمذی آمده است. خواجه نصیرالدین طوسی در معیارالاشعار، ضمن بحث از حروف قافیه، دربارهٔ خروج می‌نویسد: «درست‌تر آن است که در پارسی خروج نیست. از جهت آن که وصل متحرک نیست. و به این سبب یوسف عروضی که در تمهید قواعد عروض و قوافی پارسی مانند خلیل است در تازی، در أثناء حروف قوافی پارسی خروج نیاورده است». دیگر عروضی قرن هفتم ق، جمال فرشی، از او با عبارت «استاد کامل روضی نیشابوری» یاد کرده و، پیش از شرح دوایر عروضی، نوشته است که او «شانزده بحر را در پنج دایره وضع کرده است و بیست و دو بحر را بر شش دایره» و به این ترتیب، علاوه بر نقل پنج دایره موضوعه یوسف عروضی، زادگاه او (نیشابور) را نیز شناسانده است. شمس فخری اصفهانی، شاعر و ادیب قرن هشتم ق، در بخش عروض کتاب خود به نام معیار جمالی، او را «استاد یوسف عروضی» خوانده و نوشته است که «در پارسی، اول کسی که عروض ساخت او بوده و تخریج بحر قریب از بحر سریع را به او نسبت داده است چند قرن پس از او نیز، مفتی مراد آبادی نوشته است: «گویند مولانای یوسف عروضی نیشابوری که در فارسی اولا ایجاد علم عروض ساخته است بعد از دوصد سال از خلیل احمد به اختراع این بحر پرداخته».
مؤلف تاریخ وصاف نیز در آغاز کتاب، آنجا که نام بسیاری از مشاهیر فنون مختلف را ذکر کرده است، می‌نویسد: «... یوسف عروضی که صدرنشین رسته عروضیان است در موقف عَجز صَدر از عَجُز بازنشناسد» اندک ابیات بازمانده از یوسف عروضی را، که انتساب تمام آنها به او قطعی نیست، نفیسی، صفا و مدیری گردآورده و نقل کرده‌اند. از اشعار وی ۱۹ بیت باقی مانده است.
نمونه شعر:
| چون خواجه به تیم آید لشکر به دو نیم آید |  | آرایش دل شاید روزی که نعیم آید |

و نیز:
| هیچ مبین سوی او به چشم حقارت |  | ز آنکه یکی جلد گربز است و نونده |

و همچنین ابیاتی دیگر مانند:
| گر پارسا زنی شنود شعر پارسیش و آن دست بیندش که بدانسان نوازنست |  | آن زن ز بینوایی چندان نوازند تا هرکسیش گوید کاین بینوا زنست |

و:
| گر بر دَرِ این امیر تو ببینی مردی که بود خوار و سرفگنده |  | بشناس که مردیست او بِه اندیش فرهنگ و خرد دارد و نَوَنده |

و همچنین:
| با نیکوانِ برزن اگر برزند بحسن هرچند برزنند هم او میر برزنست |  | او میر نیکوان جهانست و نیکوی تاجست سال و ماه و مر او را چو گَرزَنست |